# E-Rotic
E-Rotic — немецкий евродэнс-дуэт, созданный в 1994 году. Одной из отличительных особенностей группы является использование откровенно сексуальных тем и образов как в песнях, так и в музыкальных видеоприложениях к ним. Наиболее известными хитами группы являются «Max Don't Have Sex With Your Ex» (1994), «Fred Come to Bed», «Willy Use a Billy… Boy», «Help Me Dr. Dick».

## История
Немецкая группа E-Rotic была создана в 1994 году продюсерами Феликсом Гаудером (Felix Gauder) и Давидом Брандесом (David Brandes). В первоначальный состав группы вошла вокалистка Лиан Ли, начавшая музыкальную карьеру в середине 80-х и выпустившая в начале 90-х несколько сольных синглов. До E-Rotic она уже работала вместе с Давидом в проекте Missing Heart. В качестве рэпера был взят темнокожий американец Richard Michael Smith.
Первый сингл «Max Don't Have Sex With Your Ex», выпущенный в 1994 году звукозаписывающей компанией Intercord, занял 7-е место в немецких чартах и 1-е в израильских и впоследствии стал золотым. Следующий сингл «Fred Come to Bed» занял 3-е место в немецких чартах и также стал золотым.
После выхода 3-го сингла (6-го в Германии) «Sex on the Phone» в 1995 году, выходит 1-й альбом группы под названием Sex Affairs, внутри которого был эротический комикс, повествующий об истории мультипликационных героев группы: Фреда, Макса, девушки и других. Альбом, выдержанный в едином тоне, был на ура принят публикой и, несмотря на критику[какую?], занял 15-е место в немецком чарте, став трижды золотым и платиновым альбомом. К этому времени популярность E-Rotic начала подходить к пику.
Сингл «Willy Use a Billy… Boy» вошёл в десятку лучших клипов Германии, стал золотым и одновременно стал последним для прежнего состава группы. Лиан и Ричард покинули коллектив и впоследствии основали группу Sex Appeal. Однако Лиан была связана контрактом, по которому была вынуждена вплоть до 1999 года записывать студийный вокал для E-Rotic.
На место Лиан и Ричарда пришли бывшая фотомодель из Швейцарии Жанетт Кристенсен и темнокожий американец Теренс д’Арби (Terence d’Arby, не путать с Теренсом Трентом Д'Арби). В этом составе группа записывает синглы «Help Me Dr. Dick» и «Fritz Love My Tits». В июне 1996 года у группы выходит второй альбом The Power of Sex. За это время[какое?] группа дала несколько концертов в Германии и Польше[значимость факта?].
В октябре 1996 года выходит сингл «Gimme Good Sex». Сразу после этого группу покидает Теренс, на место которого берут американца Че Джоунира (Che Jouaner). В 1996 году E-Rotic организовали турне по Европе, во время которого они посетили Москву и Екатеринбург. В июне 1997 года выходит альбом Sexual Madness, который несколько отличался как звучанием так и тем, что в нём не было продолжения истории девушки и её парней (Макса, Фреда и других). Японская версия альбома содержала 2 бонусные песни: " Lay me down" и "Dream never die".
В 1997 году E-Rotic ненадолго отходит от евродэнса и выпускает альбом с кавер-версиями хитов группы ABBA. В 1998 году выходит альбом Greatest Tits, ориентированный, в первую очередь, на японский рынок, который, в отличие от европейских, намного лучше настроен к евродэнсу. В альбоме содержатся песни с предыдущих альбомов группы и три новых композиции. В марте 1999 года в Японии выходит альбом Kiss Me в классическом для E-Rotic евродэнс-звучании. В том же году выходит их версия сингла Lou Bega — «Mambo No. Sex», которая была добавлена в европейскую версию альбома. Продажи альбома в Европе были почти провальные.
В конце 1999 года выходит альбом Gimme, Gimme, Gimme с новыми 14 композициями. Он выходит только в Японии, а уже в апреле 2000 года в Германии выпускается европейская версия альбома под названием Missing You. К этому времени группа начинает работу над альбомом Sex Generation, который должен был выйти в октябре того же года, но из-за того, что Че покинул группу, работа была остановлена и был выпущен E-Rotic MegaMix, на котором помимо прочего были пять новых песен, записанных до ухода Че из группы.
В декабре 2000 года выходит новый сингл «Don’t Make Me Wet», а в мае 2001 года был выпущен новый альбом Sexual Healing.
В августе 2001 года группу покидает Жанетт, решившая начать сольную карьеру. Под конец года в Японии выпускается альбом лучших песен группы The Very Best of. Новой вокалисткой была взята Ясмин Байсал (Yasemin Baysal). В Японии выходит новый сингл «Billy Jive (with Willy’s Wife)», а в Германии «King Kong». В ноябре выходит альбом Sex Generation, работа над которым ранее была приостановлена.
В 2003 году в Германии выходит сингл «Max Don’t Have Sex With Your Ex 2003» и заявляется, что это сингл с готовящегося нового альбома. В мае выясняется, что новая вокалистка Лидия Мадавевски (Lydia Madawjewski) записывалась с того времени, как Лиан покинула группу, а Дэвид Брандес тоже был рэпером после Ричарда.
Специально для любителей классического E-Rotic в феврале 2003 года Давид Брандес записал альбом Total Recall, в который вошли старые хиты E-Rotic в новых, более трансовых, обработках. Через полгода выходит альбом Cocktail E-Rotic с 13 новыми песнями (три из которых дополнительно представлены в виде ремиксов[значимость факта?]), также выдержанными в классическом для E-Rotic стиле.

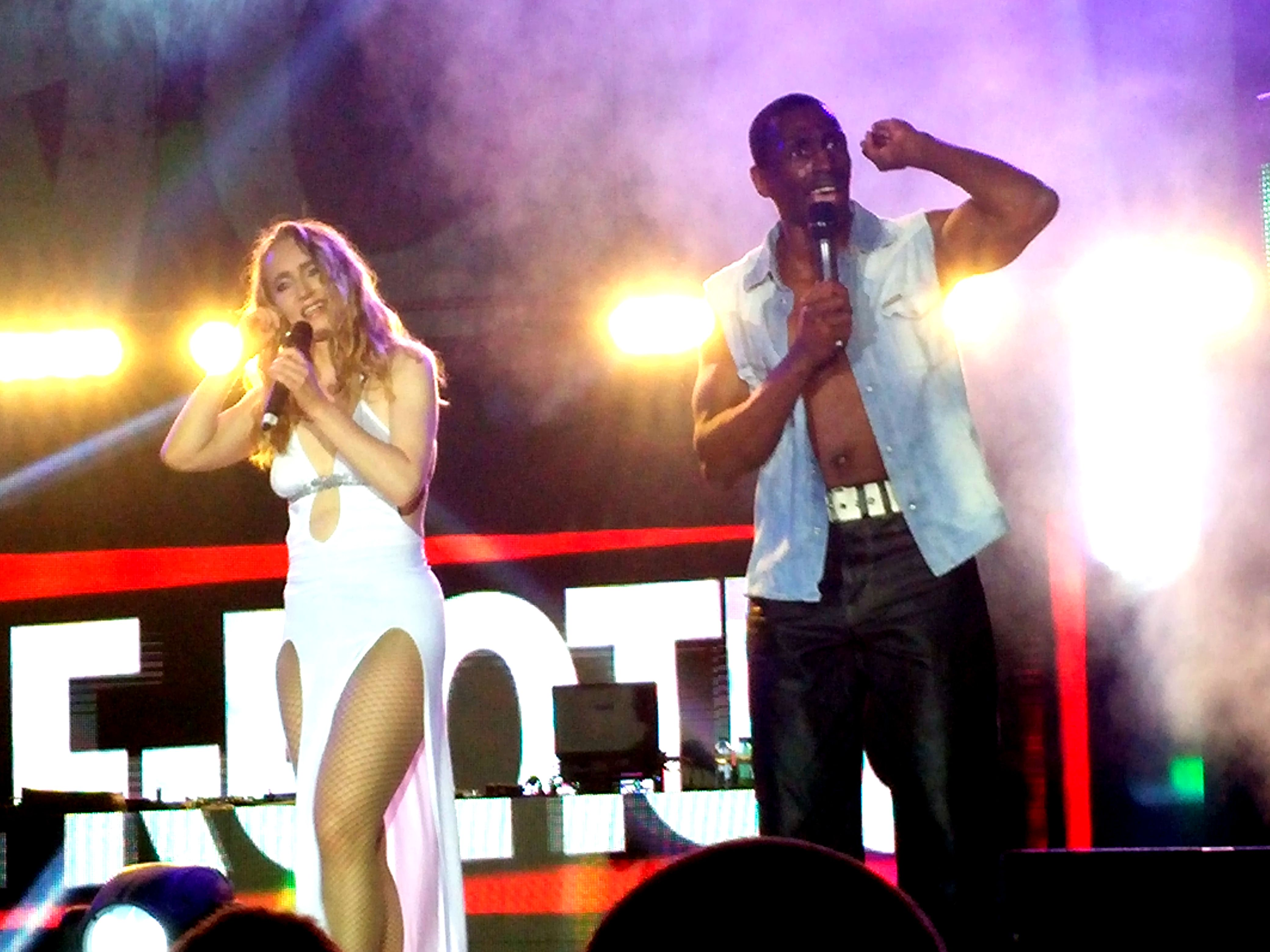
E-Rotic (Лиан Ли и Джеймс Гискомб), 2015-5-9. София, Болгария

В 2015 году E-Rotic вернулись с оригинальной певицей Лиан Ли, рэпером Стивеном Эпплтоном и оригинальным продюсером Дэвидом Брандесом. В 2015 году к ним присоединился Джеймс Гискомб, который на сцене чередовался с Эпплтоном.
6 марта 2016 года на Amazon.de был представлен новый сингл E-Rotic «Video Starlet».

## Дискография

### Альбомы
- 1995 — Sex Affairs
- 1996 — The Power of Sex
- 1997 — Sexual Madness
- 1997 — Thank You for the Music
- 1998 — Greatest Tits
- 1999 — Kiss Me (Япония)
- 1999 — Mambo No. Sex (Германия)
- 2000 — Gimme, Gimme, Gimme (Япония)
- 2000 — Missing You (Германия)
- 2000 — DanceMania Presents E-Rotic MegaMix (Япония)
- 2001 — Sexual Healing (Япония)
- 2001 — The Very Best of E-Rotic (Япония)
- 2001 — Sex Generation
- 2002 — The Collection (Япония)
- 2002 — Sexual Healing // ? отсутствует в списке на официальном сайте
- 2003 — Total Recall (Япония)
- 2003 — Cocktail E-Rotic (Япония), (Россия)
- 2003 — Total Recall (Германия)
- 2024 — Level Up

### Синглы
- 1994 — Max Don’t Have Sex with Your Ex
- 1995 — Fred Come to Bed
- 1995 — Sex on the Phone
- 1995 — Willy Use a Billy… Boy
- 1996 — Help Me Dr. Dick
- 1996 — Fritz Love My Tits
- 1996 — Gimme Good Sex
- 1997 — The Winner Takes It All
- 1997 — Thank You for the Music
- 1997 — Turn Me On (Япония)
- 1998 — Baby Please Me (Япония)
- 1998 — Die Geilste Single Der Welt (Германия)
- 1999 — Oh Nick Please Not So Quick (Япония)
- 1999 — Kiss Me (Германия)
- 1999 — Mambo No. Sex (Германия)
- 2000 — Gimme Gimme Gimme (Япония)
- 2000 — Queen of Light (Германия)
- 2000 — Don’t Make Me Wet (Германия)
- 2001 — Billy Jive (with Willy’s Wife) (Япония)
- 2001 — King Kong (Германия)
- 2003 — Max Don’t Have Sex With Your Ex 2003 (Германия)
- 2016 — Video Starlet (Web) (Германия)
- 2018 — Mr. Mister
- 2020 — Max Don't Have Sex With Your Ex (Reboot 21)
- 2021 — Heaven Can Wait
- 2021 — Head Over Heels
- 2021 — Murder Me '21
- 2023 — My Heart Is Ticking Like A Bomb
- 2024 — Maxxx
- 2024 — The Winner Takes It All 2024
- 2024 — You Hooked Me Up
- 2024 — Let's Get It Started

## Интересный факт
Сингл группы «Max Don't Have Sex With Your Ex» прозвучал в российском фильме 1997 года «Брат».